# プロジェクト メロディ
プロジェクト メロディ（Projekt Melody）というチャンネル名で活動するメロディ（Melody）は、世界初の3Dレンダリング・ヘンタイカムガールを自認するチャットレディ、バーチャルYouTuber。
2020年11月25日には、VShojoに所属したことが発表されたが、2025年7月22日にアイアンマウスの寄付金や他ライバーの報酬未払いに端を発する騒動によりVshojoから脱退した。

## 概要
2019年にTwitterアカウントが取得された後、2020年2月にChaturbateで最初のライブストリーミングが行われた。アダルトライブチャットを中心に活動しており、アメリカ英語と初歩的な日本語を用いる。自身のことを、ポルノウイルスによってソースコードが破壊されたAIであると述べている。ライブストリーミングのアーカイブをPornhubで公開している他、TwitchとOnlyFansにもアカウントを持っている。YouTubeにおいては、日本のアニメ・漫画スタイルのポルノグラフィとして知られるヘンタイについて解説した動画を投稿した。
アバターはアメリカ合衆国のアニメーターであるDigitrevXによって制作された。デザインは『攻殻機動隊』の登場人物である草薙素子と『超次元ゲイム ネプテューヌ』の要素が取り入れられている。また、Unityのモーションキャプチャによって、目から眉毛、指などの細かい部位なども実際に存在する演者の動きに合わせてリアルタイムで動作しており、キズナアイと同様の技術が用いられている。DigitrevXは、VTuberは大きなファン層を形成することを認めた一方、メロディにとっては大多数のVTuberと異なり、カムガールであることが強みになると述べた。
プロジェクト メロディは、自身のファンに対して、ハッシュタグ#projektmelodyfanartを用いてファンアートを投稿することを推奨している。

## 反応
プロジェクト メロディの配信はChaturbateにおいて人気第1位となった。彼女のライブストリーミングには14,000人の視聴者が集まり、2020年2月11日までに、Chaturbateにおけるフォロワーは20,000人を上回り、2月21日までにTwitterのフォロワー数は13万人に達した。
XBIZは、プロジェクト メロディに関連して2019年夏に50,000人のxHamsterユーザーの理想の女性像に基づいて制作されたとされる「理想的な外見と特徴を持つ架空の女性アバター」の「シャイ・ユメ」について言及した。

## 受賞とノミネート
| 年   | 賞       | 部門                                     | 結果       | 参照                 |
| ---- | -------- | ---------------------------------------- | ---------- | -------------------- |
| 2023 | VTuber賞 | Best Tech VTuber                         | ノミネート | [ 13 ] [ 14 ] [ 15 ] |
| 2023 | VTuber賞 | Lewdtuber of the Year                    | 受賞       | [ 13 ] [ 14 ] [ 15 ] |
| 2023 | VTuber賞 | Best Concert Event (Candy Pop Explosion) | ノミネート | [ 13 ] [ 14 ] [ 15 ] |